# Edgar Wolfrum

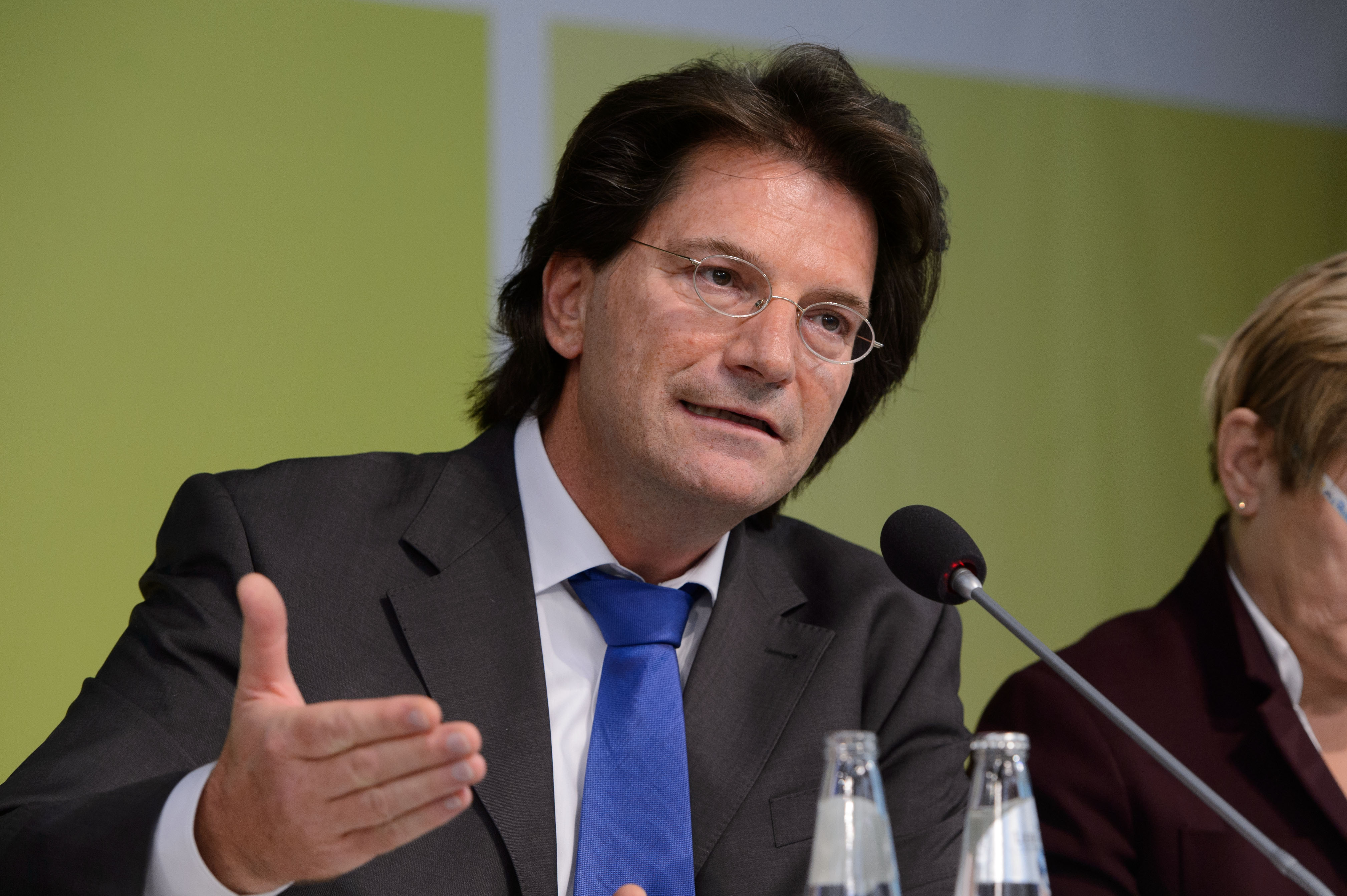
Edgar Wolfrum 2013 bei der Vorstellung seines Buchs Rot-Grün an der Macht

Edgar Wolfrum (* 16. Oktober 1960 in St. Georgen im Schwarzwald) ist ein deutscher Historiker. Er war Inhaber des Lehrstuhls für Zeitgeschichte am Historischen Seminar der Universität Heidelberg.

## Leben
Nach dem Abitur in St. Georgen/Schwarzwald 1980 und dem Zivildienst studierte Wolfrum als Stipendiat der Friedrich-Ebert-Stiftung von 1981 bis 1986/87 Geschichte, Germanistik und Spanisch an der Albert-Ludwigs-Universität Freiburg und der Universität Salamanca (Spanien). Im Herbst 1986 und Frühjahr 1987 legte er in Freiburg das Erste Staatsexamen in Geschichte und Germanistik für das Lehramt ab. Von Juni 1987 bis November 1990 war Wolfrum Wissenschaftlicher Angestellter am Historischen Seminar der Universität Freiburg sowie Freier Mitarbeiter am Haus der Geschichte der Bundesrepublik Deutschland in Bonn und am Haus der Geschichte Baden-Württemberg in Stuttgart. Im Juli 1990 wurde er in Freiburg bei Heinrich August Winkler mit einer Arbeit zur französischen Deutschland- und Besatzungspolitik nach 1945 promoviert. Anschließend vertrat Wolfrum 1990/91 eine Akademische Ratsstelle in Freiburg und übernahm 1991 im Rahmen des Programms „Hochschulförderung DDR“ eine DAAD-Gastdozentur an der Universität Jena. Von 1991 bis 1994 war er als Referatsleiter für das Fach Geschichte bei der Volkswagenstiftung tätig und hatte gleichzeitig einen Lehrauftrag für Deutschland-Frankreich-Komparatistik im 19. und 20. Jahrhundert an der Universität Hannover inne. 1992 war Wolfrum Stipendiat der Robert Bosch Stiftung und des Centre national de la recherche scientifique (CNRS) in Paris. Von 1994 bis zum Jahr 2000 war er Hochschulassistent im Fachbereich Politische Wissenschaft am Lehrstuhl von Peter Steinbach an der Freien Universität Berlin. 1999 habilitierte sich Wolfrum am Fachbereich Geschichtswissenschaften der Technischen Universität Darmstadt mit der von Christof Dipper begutachteten Studie Geschichtspolitik in der Bundesrepublik Deutschland – Der Weg zur bundesrepublikanischen Erinnerung 1948–1990. Von 2000 bis 2002 war er als Stipendiat der Deutschen Forschungsgemeinschaft am Institut für Geschichte an der TU Darmstadt tätig. 2002/2003 vertrat Wolfrum die Professur für Zeitgeschichte an der Universität Mannheim, 2003 war er Gastprofessor an der Universität Innsbruck. Seit Dezember 2003 ist Wolfrum Professor für Zeitgeschichte an der Ruprecht-Karls-Universität Heidelberg, seit 2006 als ordentlicher Professor. Inzwischen ist er im Ruhestand. Von 2017 bis 2022 leitete Wolfrum die neu geschaffene Forschungsstelle Antiziganismus an der Universität Heidelberg.
Er ist verheiratet mit Claudia Lepp.

## Wissenschaftliches Werk
Wolfrums Schwerpunkte in Forschung und Lehre sind die Geschichte der Bundesrepublik Deutschland und der DDR, Geschichtspolitik und Erinnerungskulturen, Demokratie und Diktatur im 20. Jahrhundert, Friedens- und Konfliktforschung, die deutsch-französischen Beziehungen, Widerstand gegen den Nationalsozialismus in Europa, Nationalismusforschung sowie Mediengeschichte. Wolfrums Fokus liegt besonders auf der Zeit nach dem Zweiten Weltkrieg.
Aktuelle Schwerpunkte liegen auf der deutschen, west- und ostmitteleuropäischen Geschichte seit 1945, auf den Erinnerungskulturen und der Geschichtspolitik sowie der Überwindung von Diktaturen und den Durchbrüchen zur Demokratie im Europa des 20. Jahrhunderts. In einem überregionalen Projektverbund wird die Geschichte der Landesministerien in Baden und Württemberg in der Zeit des Nationalsozialismus untersucht. Ein daran anschließendes Großprojekt befasst sich mit den Brüchen und Kontinuitäten nach 1945. Seit 2005 leitete er zusammen mit der Universität Wien das Graduiertenkolleg Überwindung von Diktaturen und Aufbau von Zivilgesellschaften. Darüber hinaus erarbeitete er mit seinem Team die Dauerausstellung Bestimmung Herrenmensch. NS-Ordensburgen zwischen Faszination und Verbrechen (NS-Ordensburg Vogelsang). Aktuelle Einzel- und Teilprojekte widmen sich der gegenwartsnahen Zeitgeschichte, also den historischen Entwicklungen seit dem Ende des Kalten Kriegs auf nationaler, europäischer und globaler Ebene.
Seit 2010 hat Wolfrum den Arbeitsbereich Public History aufgebaut und damit den Grundstein für die Heidelberger Professur für Angewandte Geschichtswissenschaft/Public History gelegt. Der Arbeitsbereich Minderheitengeschichte und Bürgerrechte in Europa ist eine weitere Einrichtung am Lehrstuhl für Zeitgeschichte. Er erforscht das Verhältnis von Minderheiten in Beziehung zur Mehrheitsgesellschaft aus historischer Perspektive.
An der Universität Heidelberg war er maßgeblich für die Einrichtung der Forschungsstelle Antiziganismus verantwortlich, an der als erste europäische akademische Institution die Diskriminierung und Verfolgung von Sinti und Roma erforscht werden.
Zur Erforschung des sogenannten Radikalenerlasses initiierte und leitete Wolfrum seit 2018 das Forschungsprojekt "Verfassungsfeinde im Land?" Der Radikalenerlass von 1972 in der Geschichte Baden-Württembergs und der Bundesrepublik Deutschland an der Universität Heidelberg. Das Projekt wurde 2022 mit einem äußerst positiv besprochenen Sammelband abgeschlossen. Die wissenschaftliche Aufarbeitung des Radikalenerlasses war vom Wissenschaftsministerium des Landes Baden-Württemberg in Auftrag gegeben worden, um eine wissenschaftliche Grundlage für eine Rehabilitierung und mögliche Entschädigung der Betroffenen zu bieten. In Reaktion auf die Forschungsergebnisse zu den Folgen des Radikalenerlasses richtete der baden-württembergische Ministerpräsident Winfried Kretschmann einen offenen Brief mit einer Entschuldigung an die Betroffenen.
Wolfrum war fachwissenschaftlicher Berater des im Westermann-Verlages erschienenen Schulbuches Horizonte 4. Geschichte Gymnasium.

## Auszeichnungen
Wolfrums Buch Geschichte als Waffe wurde von DAMALS als historisches Buch des Jahres 2002 und von H-Soz-Kult als „Das Historische Buch 2002“ ausgezeichnet. Sein Buch Welt im Zwiespalt erhielt diese Auszeichnung für das Jahr 2017. Das Lehrstuhl-Team wurde für die Erforschung des Verhältnisses von Minderheiten in Beziehung zur Mehrheitsgesellschaft aus historischer Perspektive mit dem Berthold-Moos-Wissenschaftspreis ausgezeichnet.

## Mitgliedschaften
Wolfrum ist Mitglied des Verbandes der Historiker und Historikerinnen Deutschlands (VHD), des Arbeitskreises Eustory. History Network for Young Europeans der Körber-Stiftung, des deutsch-französischen Komitees für die Erforschung der deutschen und französischen Geschichte des 19. und 20. Jahrhunderts, der Historischen Kommission beim SPD-Parteivorstand sowie des Arbeitskreises Historische Friedensforschung. Zudem ist er wissenschaftlicher Beirat unter anderen der Auslandsgermanistik des DAAD, von Docupedia-Zeitgeschichte, des Forschungs- und Dokumentationszentrums Kriegsverbrecherprozesse der Philipps-Universität Marburg sowie der Kommission für die „Kommentierte Karl-Jaspers-Gesamtausgabe“. Wolfrum war zusammen mit Wolfram Pyta Vorsitzender der Historikerkommission zur Aufarbeitung der Geschichte der Landesministerien in Baden und Württemberg während der NS-Zeit. Wolfrum ist Vertrauensdozent der Friedrich-Ebert-Stiftung. Er war Mitglied des Kuratoriums der Quadriga. Im Juli 2011 trat er wegen der umstrittenen Nomination von Wladimir Putin zurück. Außerdem ist er Jurymitglied des Golo-Mann-Preises, des Wissenschaftspreises des Deutschen Bundestages und des Hans-Rosenberg-Gedächtnispreises.

## Plagiate
Nach Recherchen von Jochen Zenthöfer gibt es in Wolfrums Buch Der Aufsteiger mehr als dreißig ungekennzeichnete Übernahmen von Dritten. Unter anderem habe er sich über mehrere Seiten bei der Münchner Historikerin Marie-Janine Calic bedient. Der Klett-Cotta-Verlag nahm das Werk vorerst vom Markt, um es zu überarbeiten. Wolfrum bestreitet eine Plagiatsabsicht, gestand aber Fehler ein: „Zeitgeschichte ist immer auch Zeitgenossenschaft, gerade für mich als Älteren, und so sind Allgemeinwissen, Einschätzungen und Fakten bisweilen aus den Medien entnommen, die so weit wie möglich, aber nicht in jedem Fall nachgewiesen wurden.“
Plagiate finden sich zudem im Werk Welt im Zwiespalt – Eine andere Geschichte des 20. Jahrhunderts aus dem Jahr 2017, in dem einige Ausführungen einer von Wolfrum betreuten und 2016 abgeschlossenen Promotion ähneln. Auch in einem Aufsatz Wolfrums über Bundeskanzler Konrad Adenauer fand ein Journalist Plagiate.
Im April 2023 wurde gegen Wolfrum von der „Kommission zur Sicherung guter wissenschaftlicher Praxis und zum Umgang mit Fehlverhalten in der Wissenschaft“ seiner Universität zum Abschluss des Verfahrens wegen „Vorgehensweise und Arbeitsweise“  eine Rüge ausgesprochen. Er wurde zur schnellstmöglichen Behebung der Fehler in seinen Veröffentlichungen aufgefordert. Ein eigenständiges Disziplinarverfahren kann zusätzlich folgen.
Im Februar 2024 erschien Wolfrums Deutschland von der Wiedervereinigung bis zur Gegenwart 1990–2021 als 24. Gebhardt-Band. Das Buch ist als Wiederauflage von Der Aufsteiger ausgewiesen. Laut Jochen Zenthöfer seien mit ihm „zahlreiche Plagiate“ erneut übernommen worden. Der Herausgeber Wolfgang Benz erklärte: „Dass ich nach der im Antwortschreiben [des Verlags] abgebenden Versicherung, es würde jede erdenkliche Sorge getragen, den Text zu korrigieren und den für den Gebhardt geltenden wissenschaftlichen Standards entsprechend zu gestalten, nicht weiter insistiert habe, war mein Fehler.“

## Schriften (Auswahl)

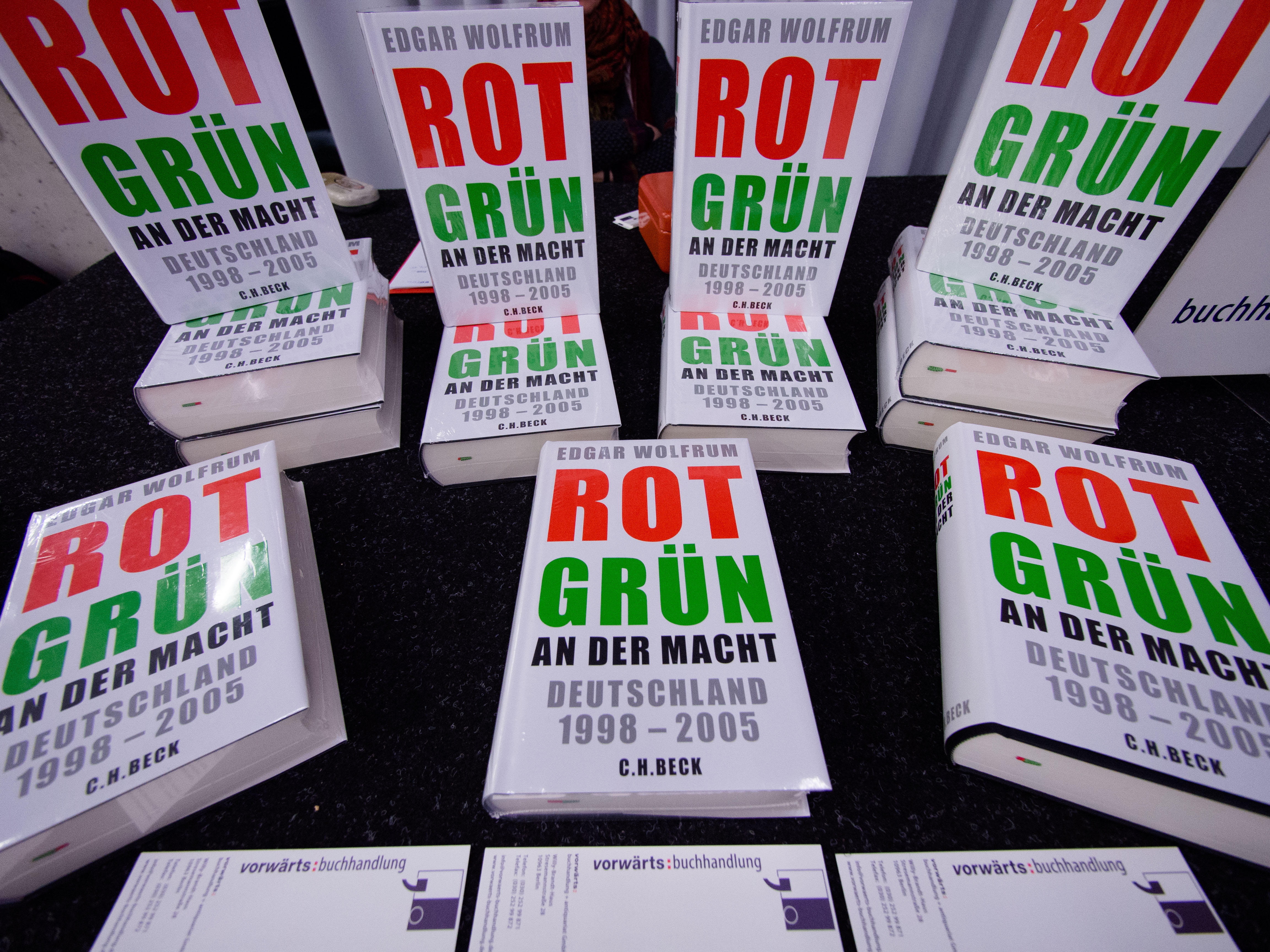
Exemplare von Edgar Wolfrums Monografie Rot-Grün an der Macht

Zu den wichtigsten Schriften Wolfrums gehören seine Bücher zur französischen Besatzungspolitik, zu europäischen Erinnerungskulturen, zur Berliner Mauer und zur rot-grünen Bundesregierung, zwei Bände zur Geschichte der Bundesrepublik im Gebhardt, dem klassischen Handbuch der deutschen Geschichte, sowie sein Beitrag zum Europäischen Geschichtsbuch und seine Gesamtdarstellung zum 20. Jahrhundert aus globalhistorischer Perspektive. Ausgewählte Werke wurden ins Japanische, Koreanische, Tschechische und Chinesische übersetzt.
Monographien
- Französische Besatzungspolitik und deutsche Sozialdemokratie. Politische Neuansätze in der „vergessenen Zone“ bis zur Bildung des Südweststaates 1945–1952. Droste, Düsseldorf 1991, ISBN 3-7700-5165-3 (Teilw. zugl.: Freiburg (Breisgau), Univ., Diss., 1990).
- Geschichtspolitik in der Bundesrepublik Deutschland. Der Weg zur bundesrepublikanischen Erinnerung 1948–1990. Wiss. Buchgesellschaft, Darmstadt 1999, ISBN 3-534-14479-1 (Zugl.: Darmstadt, Techn. Univ., Habil.-Schr., 1999).
  - Rezension: Klaus Naumann. In: Die Zeit. 9. Dezember 1999.
- Geschichte als Waffe. Vom Kaiserreich bis zur Wiedervereinigung. 3. Auflage. Vandenhoeck & Ruprecht, Göttingen 2007 (koreanische Übersetzung 2007).
  - Rezension: Peter Reichel. In: Süddeutsche Zeitung. 20./21. Oktober 2001.
- Krieg und Frieden in der Neuzeit. Vom Westfälischen Frieden bis zum Zweiten Weltkrieg. wbg Academic in der Wissenschaftlichen Buchgesellschaft (WBG), Darmstadt 2003.
- Die Bundesrepublik Deutschland 1949–1990 (= Gebhardt. Handbuch der deutschen Geschichte, Band 23). 10., völlig neu bearbeitete Auflage. Klett-Cotta, Stuttgart 2005, ISBN 978-3-608-60023-0.
  - Rezension: Eckart Conze. In: Frankfurter Allgemeine Zeitung, 22. Mai 2006, S. 8.
- Die geglückte Demokratie. Geschichte der Bundesrepublik Deutschland von ihren Anfängen bis zur Gegenwart. aktualisierte Auflage. Klett-Cotta, Stuttgart 2007, ISBN 978-3-570-55043-4.
  - Rezension: Dagmar Pöpping. In: Frankfurter Rundschau. 16. März 2006 (online auf: fr-online.de).
- Die 50er Jahre. Kalter Krieg und Wirtschaftswunder. Primus, Darmstadt 2006, ISBN 978-3-89678-558-9.
- Die 60er Jahre. Eine dynamische Gesellschaft. Primus, Darmstadt 2006, ISBN 978-3-89678-567-1.
- Die 70er Jahre. Republik im Aufbruch. Primus, Darmstadt 2007, ISBN 978-3-89678-568-8.
- Die 80er Jahre. Globalisierung und Postmoderne. Primus, Darmstadt 2007, ISBN 978-3-89678-569-5.
- zusammen mit Cord Arendes: Globale Geschichte des 20. Jahrhunderts. Kohlhammer, Stuttgart 2007 (= Grundkurs Geschichte. Studienbuch für die B.A./M.A.-Studiengänge).
- Die 90er Jahre. Wiedervereinigung und Weltkrisen. Primus, Darmstadt 2008, ISBN 978-3-89678-570-1.
- Die DDR. Eine Geschichte in Bildern. Primus, Darmstadt 2009, ISBN 978-3-89678-640-1.
- Die Mauer. Geschichte einer Teilung. C. H. Beck, München 2009 (japanische und koreanische Übersetzung 2011), ISBN 978-3-406-58517-3.
- Die 101 wichtigsten Fragen: Bundesrepublik Deutschland 1949–2009. C. H. Beck, München 2009.
- Rot-Grün an der Macht. Deutschland 1998–2005. C. H. Beck, München 2013, ISBN 978-3-406-65437-4.
  - Rezensionen einsehbar auf der Forschungsseite der Universität Heidelberg.
- zusammen mit Stefan Westermann: Die 101 wichtigsten Personen der deutschen Geschichte. C. H. Beck, München 2015, ISBN 3-406-67511-5.
- Welt im Zwiespalt. Eine andere Geschichte des 20. Jahrhunderts. Klett-Cotta, Stuttgart 2017, ISBN 978-3-608-94306-1.
- Der Aufsteiger. Eine Geschichte Deutschlands von 1990 bis heute. Klett-Cotta, Stuttgart 2020, ISBN 978-3-608-98317-3.[21]
- Deutschland von der Wiedervereinigung bis zur Gegenwart 1990–2021 (= Gebhardt. Handbuch der deutschen Geschichte. Band 24), Klett-Cotta, Stuttgart 2024, ISBN 978-3-608-60024-7.

Herausgeberschaften
- Reihen:
  - Kontroversen um die Geschichte (Wissenschaftliche Buchgesellschaft).
  - Diktaturen und ihre Überwindung im 20. und 21. Jahrhundert, zusammen mit Carola Sachse (Wallstein-Verlag); darunter als Einzelherausgaben:
    - Aufarbeitung der Diktatur – Diktat der Aufarbeitung? Normierungsprozesse beim Umgang mit diktatorischer Vergangenheit, zusammen mit Kathrin Hammerstein, Ulrich Mählert und Julie Trappe (= Diktaturen und ihre Überwindung im 20. und 21. Jahrhundert, Band 2), Wallstein, Göttingen 2009.
    - Nationen und ihre Selbstbilder. Postdiktatorische Gesellschaften in Europa (= Diktaturen und ihre Überwindung im 20. und 21. Jahrhundert, Band 1), zusammen mit Regina Fritz und Carola Sachse, Wallstein, Göttingen 2008.

  - Sammlung Schöningh zur Geschichte und Gegenwart, zusammen mit Cord Arendes und Siegfried Weichlein, Verlag Ferdinand Schöningh.
- mit Petra Bock: Umkämpfte Vergangenheit. Geschichtsbilder, Erinnerung und Vergangenheitspolitik im internationalen Vergleich. Vandenhoeck & Ruprecht, Göttingen 1999, ISBN 3-525-01380-9.
- mit Ulrike Weckel: „Bestien“ und „Befehlsempfänger“. Frauen und Männer in NS-Prozessen nach 1945. Vandenhoeck & Ruprecht, Göttingen 2003.
- mit Daniela Münkel, Winfried Speitkamp, Siegfried Weichlein, Stefan Wolle, Julia Angster (Hrsg.): Die Deutschen im 20. Jahrhundert. Wissenschaftliche Buchgesellschaft, Darmstadt 2004, ISBN 3-534-16264-1.

Mitautorenschaft
- Frédéric Delouche (Hrsg.): Das europäische Geschichtsbuch. Von den Anfängen bis ins 21. Jahrhundert. Überarbeitete und aktualisierte Auflage. Klett-Cotta, Stuttgart 2018, ISBN 978-3-608-96257-4.